# Filmrechten
Filmrechten is een overkoepelende term voor de (geschreven) toestemming om een verfilming van een intellectueel eigendom, zoals een boek, tv-serie of videospel, te mogen maken. Het verkrijgen van deze rechten alvorens de verfilming te mogen maken is in veel landen wettelijk verplicht, daar een verfilming als een afgeleid werk wordt beschouwd. Filmrechten zijn alleen noodzakelijk voor werken waar nog auteursrechten op rusten. Het verfilmen van een werk uit het publiek domein kan zonder toestemming gebeuren. 

## Toestemming vereist
De persoon of organisatie die het auteursrecht op het bronmateriaal waar de film op gebaseerd gaat worden bezit, zoals de schrijver van een boek of de producent van een tv-serie kan filmrechten verkopen of licenseren. Deze rechten worden vaak gekocht door een filmstudio of door een regisseur, maar feitelijk kan iedereen die dat wil en het kan betalen de filmrechten op een intellectueel eigendom bemachtigen. Filmrechten blijven doorgaans maar beperkte tijd geldig, waarna ze opnieuw te koop kunnen worden aangeboden. Hierdoor kan het gebeuren dat de filmrechten op een werk meerdere malen van eigenaar wisselen voordat de film daadwerkelijk gemaakt wordt. 

## Inbreuk
Een verfilming maken zonder eerst de filmrechten te hebben gekocht of gekregen geldt als piraterij, en is een legitieme reden om de filmmaker aan te mogen klagen voor auteursrechtenschending. Twee bekende voorbeelden hiervan zijn de film Ben Hur uit 1907, die zonder toestemming van de nabestaanden van Lew Wallace werd gemaakt, en de film Nosferatu, eine Symphonie des Grauens, welke zonder toestemming van de rechthebbenden was gebaseerd op het  destijds nog auteursrechtelijk beschermde boek Dracula. In geval van Nosferatu besliste de rechtbank nadien dat alle negatieven en kopieën van de film vernietigd moesten worden wegens inbreuk op het auteursrecht. 